# Linea 13 (metropolitana di Pechino)
La linea 13 (in cinese 北京地铁13号线S, Běijīng dìtiě shísānhào xiànP) è una linea attiva della metropolitana di Pechino.
Inaugurata il 28 settembre 2002, e gestita dalla Beijing Mass Transit Railway Operation Corporation Limited, la linea si snoda lungo un percorso di 40,85 km  e collega, tramite 17 stazioni, i distretti di Xicheng, Haidian, Changping, Chaoyang e Dongcheng. Il percorso della linea 13 presenta una forma a U rovesciata che si inarca a nord di Pechino dalla stazione di Xizhimen fino all'altro capolinea Dongzhimen. Per effettuare l'intera tratta sono necessari circa 50 minuti. La linea 13 è rappresentata dal colore giallo.

## Storia
Nel dicembre 1997 alcune società, tra cui la Beijing Comprehensive Investment Company e la Chunqi Industrial Development Company, avanzarono l'idea di migliorare il trasporto di superficie nella zona nord di Pechino attraverso la riqualificazione della linea Jingbao, di una linea circolare a nord-est e della diramazione Wanghe. Lo stesso mese il Segretario del comitato municipale del Partito Comunista di Pechino, Jia Qinglin, approvò l'iniziativa. Il 24 agosto 1998 l'ufficio del Sindaco di Pechino decise che il progetto sarebbe stato realizzato sulla base delle ferrovie esistenti, però come un nuovo progetto gestito in maniera indipendente. Da quel momento, quindi, la gestione della linea 13 passò dalle ferrovie al municipio di Pechino. L'11 dicembre 1999 è avvenuta una cerimonia d'inaugurazione per dare avvio ai lavori di realizzazione, a cui hanno presenziato il Segretario del comitato municipale del Partito Comunista di Pechino, Jia Qinglin, il Sindaco di Pechino Liu Qi e altri leader.
Il 28 settembre 2002 è stata inaugurata la sezione occidentale della linea 13, nella tratta tra le stazioni di Xizhimen e Huoying. Il 28 gennaio 2003 è entrata in funzione la resta sezione orientale della linea, da Huoying a Dongzhimen, aggiungendo 20 km di percorso e portando la linea 13 a un totale di 40,85 km e 16 stazioni.
Il 30 dicembre 2019 viene inaugurata la stazione Qinghe, collocata lungo i binari già posati in precedenza e situata tra le stazioni Shangdi e Xierqi. Oltre a consentire un ulteriore interscambio con la linea Changping, la stazione di Qinghe sorge in concomitanza con la stazione ferroviaria di Qinghe, consentendo collegamenti diretti con i treni della linea Huairou–Miyun e della ferrovia Pechino-Zhangjiakou.

### Fasi di apertura
| Segmento                       | Inaugurazione     | Lunghezza             | Stazioni | Nome sezione           |
| ------------------------------ | ----------------- | --------------------- | -------- | ---------------------- |
| Xizhimen — Huoying             | 28 settembre 2002 | 20,5 km               | 9        | Sezione occidentale    |
| Huoying — Dongzhimen           | 28 gennaio 2003   | 20,00 km              | 7        | Sezione settentrionale |
| Stazione ferroviaria di Qinghe | 30 dicembre 2019  | Stazione di passaggio | 1        |                        |

## Servizio

### Tratta
Il percorso della linea 13 della metropolitana di Pechino si sviluppa lungo 40,85 km ed è composto da 17 stazioni. La linea collega i distretti di Xicheng, Haidian, Changping, Chaoyang e Dongcheng. Il percorso della linea 13 presenta una forma a ferro di cavallo e, ad eccezione della stazione di Dongzhimen, costruita in sotterranea, la linea è tutta sopraelevata o in superficie. La linea 13 ha inizio nel distretto di Xicheng, alla stazione di Xizhimen dalla quale procede verso nord per giungere al distretto di Haidian. Dopo aver effettuato tre fermate nel distretto di Haidian (Dazhongsi, Zhichunlu e Wudaokou), la linea 13 superà il 5° anello della città e entra a nord di Haidian. Dopo la stazione di Xierqi la linea 13 fa ingresso nel distretto Changping, nel quale effettua tre fermate (Longze, Huilongguan e Huoying), per poi proseguire verso sud-est nel distretto di Chaoyang. A Chaoyang la linea 13 presenta 6 fermate (da Lishuiqiao a Liufang) e, dopo aver superato le antiche cinta murarie che segnano il centro cittadino, scende sottoterra per concludere la sua corsa alla stazione di Dongzhimen, nel distretto di Dongcheng.
La linea 13 consente l'interscambio con altre 9 linee di metropolitana (2, 4, 5, 8, 10, 12, 15, Changping e Capital Airport Express), così come la linea ferroviaria suburbana.

### Tariffazione
La tariffazione parte da un prezzo di ¥3 a seconda della distanza di viaggio totale da percorrere, fino a un massimo di ¥5 (circa €0,60) per percorrere tutta la linea. Se si effettuano interscambi con altre linee il prezzo può aumentare fino a un massimo di ¥10 (circa €1) in base alla distanza percorsa.

### Orario di servizio
La linea effettua servizio ogni giorno dalle 4:59 fino alle 00:22. Alcuni treni effettuano solamente mezza tratta, fino alla stazione di Huoying o di Huilongguan in base alla direzione.

## Percorso e stazioni

### Percorso
| Unknown route-map component "utCONTg" |

| Unknown route-map component "utCONTgq" | Unknown route-map component "utTINTt" + Unknown route-map component "HUB2" | Unknown route-map component "utSTRq" + Unknown route-map component "HUBc3" | Unknown route-map component "utCONTfq" |  |

| Unknown route-map component "utCONTgq" | Unknown route-map component "BLc2" + Unknown route-map component "utSTRr" + Unknown route-map component "HUBc1" | Unknown route-map component "KBL3" + Unknown route-map component "uhKBHFa" + Unknown route-map component "HUB4" |  |  |

| Express railway | Unknown route-map component "KBL1" + Head station | Unknown route-map component "BLc4" + Unknown route-map component "uhSTR" |  |  |

| Transverse water | Unknown route-map component "hKRZWa" | Unknown route-map component "uhKRZW" | Transverse water |  |

| Unknown route-map component "htSTRa" | Unknown route-map component "uhSTR" |  |

| Unknown route-map component "tSTR" | Unknown route-map component "KBL2" + Unknown route-map component "uhBHF!" | Unknown route-map component "BLc3" |

| Unknown route-map component "utCONTgq" | Unknown route-map component "mtKRZto" | Unknown route-map component "BLc1" + Unknown route-map component "uhKRZt" | Unknown route-map component "KBL4" + Unknown route-map component "utBHFq" | Unknown route-map component "utCONTfq" |

| Unknown route-map component "tSTR" | Unknown route-map component "uhSTRe" |  |

| Unknown route-map component "HUBrg" | Unknown route-map component "tSTR" + Unknown route-map component "HUBq" | Urban station on track + Unknown route-map component "HUBeq" |  |  |

| Unknown route-map component "utCONTgq" | Unknown route-map component "utBHFq" + Unknown route-map component "HUBe" | Unknown route-map component "mtKRZtu" | Unknown route-map component "uKRZt" | Unknown route-map component "utCONTfq" |  |  |

| Unknown route-map component "tSTR" | Unknown route-map component "uhSTRa" |  |

| Unknown route-map component "tSTR" | Unknown route-map component "uhBHF" |  |

| Unknown route-map component "utCONTgq" | Unknown route-map component "utKBHFeq" + Unknown route-map component "HUBaq" | Unknown route-map component "tSTR" + Unknown route-map component "HUBq" | Unknown route-map component "uehBHF" + Unknown route-map component "HUBeq" |  |  |  |

| Unknown route-map component "htSTRe" | Unknown route-map component "uhSTRe" |  |

| Unknown route-map component "WASSER+l" | Unknown route-map component "hKRZW" | Unknown route-map component "uhKRZWa" | Transverse water |  |

| Transverse water | Unknown route-map component "WABZqr" | Unknown route-map component "hKRZWe" | Unknown route-map component "uhKRZWe" | Transverse water |  |  |

| Straight track | Urban station on track |  |

| Unknown route-map component "uextCONTgq" | Unknown route-map component "uextKBHFeq" + Unknown route-map component "HUBa" | Straight track | Urban straight track |  |  |  |

| Unknown route-map component "HUBtl" | Station on track + Unknown route-map component "HUBq" | Urban station on track + Unknown route-map component "HUBeq" | Express railway |  |

| Unknown route-map component "utCONTgq" | Unknown route-map component "utBHFq" + Unknown route-map component "HUBe" | Unknown route-map component "mKRZt" | Unknown route-map component "uKRZt" | Unknown route-map component "utSTR+r" |  |  |

| Straight track | Unknown route-map component "ueBHF" | Unknown route-map component "uhtSTRe" |

| Straight track | Urban station on track + Unknown route-map component "HUBaq" | Unknown route-map component "uhBHF" + Unknown route-map component "HUBeq" |

| Straight track | Unknown route-map component "utSTRa" | Unknown route-map component "uhCONTf" |

|  |  | Unknown route-map component "ABZgl" | Unknown route-map component "umtKRZ" | Transverse track | Unknown route-map component "ABZq+l" | Unknown route-map component "CONTfq" |

|  | One way leftward | Unknown route-map component "umtKRZ" | Unknown route-map component "KDSTeq" | Straight track |

|  | Unknown route-map component "STR+l" | Unknown route-map component "umtKRZ" | Transverse track | One way rightward |

| Straight track | Unknown route-map component "uhtSTRe" |  |

| Straight track | Unknown route-map component "uhBHF" |  |

| Straight track | Unknown route-map component "uhSTRe" |  |

| Unknown route-map component "KRWg+l" | Unknown route-map component "uKRWgr" |  |

| Straight track | Urban station on track |  |

| Unknown route-map component "utCONTgq" | Unknown route-map component "mKRZt" | Unknown route-map component "uKRZt" + Unknown route-map component "HUBc2" | Unknown route-map component "BLa" + Unknown route-map component "utBHFq" + Unknown route-map component "HUB3" | Unknown route-map component "utCONTfq" |

| Unknown route-map component "KRW+l" | Unknown route-map component "KRWgr" | Urban station on track + Unknown route-map component "HUB1" | Unknown route-map component "BL" + Unknown route-map component "HUBc4" |  |

| Express railway | Unknown route-map component "BLaq" + End station | Unknown route-map component "BLq" + Straight track | Unknown route-map component "BLq" + Urban straight track | Unknown route-map component "BLr" |  |  |

| Straight track | Unknown route-map component "uABZgl+l" | Unknown route-map component "uKDSTeq" |

| Straight track | Unknown route-map component "uhSTRa" |  |

| Straight track | Unknown route-map component "uehBHF" |  |

| Straight track | Unknown route-map component "uhSTRe" |  |

| Straight track | Unknown route-map component "uhSTRa" |  |

| Straight track | Unknown route-map component "uhABZg2" | Unknown route-map component "uhSTRc3" |

|  | Straight track | Unknown route-map component "uhBHF" + Unknown route-map component "uhSTRc1" + Unknown route-map component "HUB2" | Unknown route-map component "uhSTR2+4e" + Unknown route-map component "HUBc3" | Unknown route-map component "uSTRc3" |

|  | Unknown route-map component "uCONTgq" | Unknown route-map component "mKRZo" | Unknown route-map component "uhKRZ" + Unknown route-map component "HUBc1" | Unknown route-map component "uBHFq" + Unknown route-map component "uSTRc1" + Unknown route-map component "HUB4" | Unknown route-map component "uABZq+4" | Unknown route-map component "uCONTfq" |

| Transverse water | Unknown route-map component "hKRZWae" | Unknown route-map component "uhKRZW" | Transverse water |  |

| Straight track | Unknown route-map component "uhSTRe" |  |

| Straight track | Urban station on track |  |

| Unknown route-map component "utLSTR+l" | Unknown route-map component "mKRZt" | Unknown route-map component "uKRZt" | Unknown route-map component "utCONTfq" |  |

| Unknown route-map component "utLSTR" | One way leftward | Unknown route-map component "umKRZo" | Unknown route-map component "CONTfq" |  |

| Unknown route-map component "utKRZW" | Transverse water | Unknown route-map component "uhKRZWae" | Transverse water |  |

| Unknown route-map component "utSTRl" | Unknown route-map component "utSTRq" | Unknown route-map component "uKRZt" | Unknown route-map component "utSTR+r" |  |

|  | Unknown route-map component "utCONTgq" | Unknown route-map component "utSTRq" | Unknown route-map component "uKRZt" | Unknown route-map component "uxtKRZtu" | Unknown route-map component "utBHFq" + Unknown route-map component "HUBa" | Unknown route-map component "utCONTfq" |

|  |  | Urban station on track + Unknown route-map component "HUBaq" | Unknown route-map component "uetBHF" + Unknown route-map component "HUBq" | Unknown route-map component "HUBrf" |

|  |  | Urban straight track | Unknown route-map component "utSTRl" | Unknown route-map component "utCONTfq" |

|  | Urban station on track + Unknown route-map component "HUB2" | Unknown route-map component "HUBc3" |

|  | Unknown route-map component "utCONTgq" | Unknown route-map component "uKRZt" + Unknown route-map component "HUBc1" | Unknown route-map component "utBHFq" + Unknown route-map component "HUB4" | Unknown route-map component "utCONTfq" |

| Transverse water | Unknown route-map component "uhKRZWae" | Transverse water |

|  | Unknown route-map component "utCONTgq" | Unknown route-map component "uKRZt" + Unknown route-map component "HUBc2" | Unknown route-map component "utBHFq" + Unknown route-map component "HUB3" | Unknown route-map component "utCONTfq" |

|  | Urban station on track + Unknown route-map component "HUB1" | Unknown route-map component "HUBc4" |

| Urban station on track |

| Unknown route-map component "utCONTgq" | Unknown route-map component "utSTR+r" | Unknown route-map component "utSTRa" |  |  |

| Urban tunnel straight track | Urban End station in tunnel + Unknown route-map component "HUBa" |  |

| Unknown route-map component "utCONTgq" | Unknown route-map component "utKRZto" | Unknown route-map component "utBHFq" + Unknown route-map component "HUB" | Unknown route-map component "utCONTfq" |  |

| Urban tunnel station on track + Unknown route-map component "HUBaq" | Unknown route-map component "HUBrf" |  |

| Unknown route-map component "utCONTf" |

### Stazioni
|             | Nome stazione      | Nome in cinese, pinyin | Percorrenza (ore) | Distanza (km)              | Interscambi |
| ----------- | ------------------ | ---------------------- | ----------------- | -------------------------- | ----------- |
| Xizhimen    | 西直门 Xīzhímén    | 0:00                   | 0,00              | Huairou–Miyun Pechino Nord |             |
| Dazhongsi   | 大钟寺 Dàzhōngsì   | 0:03                   | 2,83              |                            |             |
| Zhichunlu   | 知春路 Zhīchūnlù   | 0:05                   | 4,04              |                            |             |
| Wudaokou    | 五道口 Wǔdàokǒu    | 0:08                   | 5,87              |                            |             |
| Shangdi     | 上地 Shàngdì       | 0:13                   | 10,74             |                            |             |
| Qinghe      | 清河 Qīnghé        | 0:15                   | 11,77             | Qinghe Huairou–Miyun       |             |
| Xi'erqi     | 西二旗 Xī'èrqí     | 0:16                   | 13,32             |                            |             |
| Longze      | 龙泽 Lóngzé        | 0:23                   | 17,93             |                            |             |
| Huilongguan | 回龙观 Huílóngguàn | 0:24                   | 18,36             |                            |             |
| Huoying     | 霍营 Huòyíng       | 0:28                   | 20,47             |                            |             |
| Lishuiqiao  | 立水桥 Lìshuǐqiáo  | 0:33                   | 25,26             |                            |             |
| Beiyuan     | 北苑 Běiyuàn       | 0:36                   | 27,53             |                            |             |
| Wangjingxi  | 望京西 Wàngjīngxī  | 0:44                   | 34,25             |                            |             |
| Shaoyaoju   | 芍药居 Sháoyàojū   | 0:47                   | 36,40             |                            |             |
| Guangximen  | 光熙门 Guāngxīmén  | 0:49                   | 37,51             |                            |             |
| Liufang     | 柳芳 Liǔfāng       | 0:51                   | 38,65             |                            |             |
| Dongzhimen  | 东直门 Dōngzhímén  | 0:53                   | 40,42             |                            |             |

## Sviluppi futuri
Il 22 novembre 2018, la Commissione municipale di Pechino per la pianificazione e le risorse naturali ha avviato una consultazione pubblica della durata di 30 giorni sul progetto di suddivisione della linea 13 in due linee separate, temporaneamente definite Linea 13A e Linea 13B. In base ai piani presentati, la linea 13 sarà suddivisa tra le stazioni di Xierqi e Huilongguan, andando a formare due linee separate a forma di "L" che si incroceranno a nord della città.

### Linea 13A
La linea 13A avrà una lunghezza totale di 31,3 km e 18 stazioni, dei quali 19,54 km e 13 stazioni saranno costruite ex novo.
| Nome stazione                  | Nome stazione                      | Interscambi | Note                                        |
| Nome traslitterato             | Nome in cinese e pinyin            | Interscambi | Note                                        |
| ------------------------------ | ---------------------------------- | ----------- | ------------------------------------------- |
| Chegongzhuang                  | 车公庄 Chēgōngzhuāng               |             | Nuova stazione                              |
| Xizhimen                       | 西直门 Xīzhímén                    |             | Stazione della linea 13 soggetta a restauro |
| Xueyuan Nanlu                  | 学院南路 Xuéyuàn nánlù             |             | Nuova stazione                              |
| Dazhongsi                      | 大钟寺 Dàzhōngsì                   |             | Stazione della linea 13                     |
| Zhichunlu                      | 知春路 Zhīchūnlù                   |             | Stazione della linea 13                     |
| Baofusi                        | 保福寺 Bǎofúsì                     |             | Nuova stazione                              |
| Wudaokou                       | 五道口 Wǔdàokǒu                    |             | Stazione della linea 13                     |
| Qinghua Donglu Xikou           | 清华东路西口 Qīnghuá dōnglù xīkǒu  |             | Nuova stazione                              |
| Shangdi                        | 上地 Shàngdì                       |             | Stazione della linea 13                     |
| Stazione ferroviaria di Qinghe | 清河 Qīnghé                        | Qinghe      | Stazione della linea 13                     |
| Xierqi                         | 西二旗 Xīèrqí                      |             | Stazione della linea 13                     |
| Xinlongze                      | 新龙泽 Xīn lóngzé                  | 13B         | Nuova stazione                              |
| Huilongguanxi                  | 回龙观西 Huílóngguānxī             |             | Nuova stazione                              |
| Wenhualu                       | 文化路 Wénhuàlù                    |             | Nuova stazione                              |
| Huilongguan Dongdajie          | 回龙观东大街 Huílóngguān Dōngdàjiē |             | Nuova stazione                              |
| Huilongguandong                | 回龙观东 Huílóngguāndōng           |             | Nuova stazione                              |
| Tiantongyuan                   | 天通苑 Tiāntōngyuàn                |             | Nuova stazione                              |
| Dongsanlu                      | 东三路 Dōngsānlù                   |             | Nuova stazione                              |
| Tiantongyuandong               | 天通苑东 Tiāntōngyuàndōng          |             | Nuova stazione                              |

### Linea 13B
La linea 13B avrà una lunghezza totale di 32,2 km e 15 stazioni, dei quali 9,00 km e 6 stazioni saranno costruite ex novo.
| Nome stazione      | Nome stazione              | Interscambi | Note                                        |
| Nome traslitterato | Nome in cinese e pinyin    | Interscambi | Note                                        |
| ------------------ | -------------------------- | ----------- | ------------------------------------------- |
| Malianwa           | 马连洼 Mǎliánwā            |             | Nuova stazione                              |
| Software Park      | 软件园 Ruǎnjiànyuán        |             | Nuova stazione                              |
| Houchangcun        | 后厂村 Hòuchǎngcūn         |             | Nuova stazione                              |
| Xinlongze          | 新龙泽 Xīn lóngzé          | 13A         | Nuova stazione                              |
| Longze             | 龙泽 Lóngzé                |             | Stazione della linea 13 soggetta a restauro |
| Huilongguan        | 回龙观 Huílóngguàn         |             | Stazione della linea 13                     |
| Huoying            | 霍营 Huòyíng               |             | Stazione della linea 13                     |
| Jiancai Chengdong  | 建材城东 Jiàncái chéngdōng |             | Nuova stazione                              |
| Lishuiqiao         | 立水桥 Lìshuǐqiáo          |             | Stazione della linea 13                     |
| Beiyuan            | 北苑 Běiyuàn               |             | Stazione della linea 13                     |
| Wangjingxi         | 望京西 Wàngjīngxī          |             | Stazione della linea 13                     |
| Shaoyaoju          | 芍药居 Sháoyàojū           |             | Stazione della linea 13                     |
| Guangximen         | 光熙门 Guāngxīmén          |             | Stazione della linea 13                     |
| Liufang            | 柳芳 Liǔfāng               |             | Stazione della linea 13                     |
| Dongzhimen         | 东直门 Dōngzhímén          |             | Stazione della linea 13                     |

## Materiale rotabile

### Attualmente in uso
| Modello | Immagine | Produttore                                                             | Anno | Rinnovo   | In servizio | Numeri          | Deposito    |
| ------- | -------- | ---------------------------------------------------------------------- | ---- | --------- | ----------- | --------------- | ----------- |
| DKZ5    |          | CRRC Changchun Railway Vehicles Beijing Subway Rolling Stock Equipment | 2002 | 2015–2018 | 55          | H401, H403–H456 | Huilongguan |
| DKZ6    |          | CRRC Changchun Railway Vehicles                                        | 2002 | 2015      | 1           | H402            | Huilongguan |

### Materiale rotabile dismesso
| Modello | Immagine | Produttore                             | Anno costruzione | Anno dismissione | Quantità prodotte | Numeri    | Deposito    | Note                                             |
| ------- | -------- | -------------------------------------- | ---------------- | ---------------- | ----------------- | --------- | ----------- | ------------------------------------------------ |
| DK3G    |          | CRRC Changchun Railway Vehicles        | 1971             | 2003             | 14                | H101–H114 | Huilongguan |                                                  |
| DK16    |          | CRRC Changchun Railway Vehicles        | 1986             | 2002             | 4                 | H115–H118 | Huilongguan |                                                  |
| M       |          | Tokyu Car Corporation                  | 1984             | 2003             | 1                 | H301      | Huilongguan |                                                  |
| DKZ1    |          | CRRC Changchun Railway Vehicles        | 1998             | 2003             | 1                 | H302      | Huilongguan |                                                  |
| BD8     |          | Beijing Subway Rolling Stock Equipment | 2000             | 2003             | 1                 | H303      | Huilongguan |                                                  |
| DKZ10   |          | CRRC Changchun Railway Vehicles        | 2005             | 2010             | 1                 | H457      | Huilongguan | Ritirato dal servizio per problemi sulla qualità |